# Ronald Weigel
Ronald Weigel (Hildburghausen, 8 agosto 1959) è un ex marciatore tedesco, campione mondiale della 50 km a Helsinki 1983.

## Palmarès
| Anno                                 | Manifestazione  | Sede       | Evento         | Risultato | Prestazione | Note |
| ------------------------------------ | --------------- | ---------- | -------------- | --------- | ----------- | ---- |
| In rappresentanza della Germania Est |                 |            |                |           |             |      |
| 1983                                 | Mondiali        | Helsinki   | Marcia 50 km   | Oro       | 3h43'08"    |      |
| 1987                                 | Europei indoor  | Liévin     | Marcia 5 000 m | Argento   | 19'08"93    |      |
| 1987                                 | Mondiali        | Roma       | Marcia 50 km   | Argento   | 3h41'30"    |      |
| 1988                                 | Giochi olimpici | Seul       | Marcia 20 km   | Argento   | 1h20'00"    |      |
| 1988                                 | Giochi olimpici | Seul       | Marcia 50 km   | Argento   | 3h38'56"    |      |
| In rappresentanza della Germania     |                 |            |                |           |             |      |
| 1991                                 | Mondiali indoor | Siviglia   | Marcia 5 000 m | 9º        | 19'34"86    |      |
| 1991                                 | Mondiali        | Tokyo      | Marcia 20 km   | 16º       | 1h22'18"    |      |
| 1991                                 | Mondiali        | Tokyo      | Marcia 50 km   | dnf       | dnf         |      |
| 1992                                 | Europei indoor  | Genova     | Marcia 5 000 m | 4º        | 18'44"74    |      |
| 1992                                 | Giochi olimpici | Barcellona | Marcia 50 km   | Bronzo    | 3h53'45"    |      |
| 1993                                 | Mondiali indoor | Toronto    | Marcia 5 000 m | 5º        | 19'02"73    |      |
| 1993                                 | Mondiali        | Stoccarda  | Marcia 50 km   | dnf       | dnf         |      |
| 1994                                 | Europei indoor  | Parigi     | Marcia 5 000 m | Argento   | 18'40"32    |      |
| 1995                                 | Mondiali        | Göteborg   | Marcia 50 km   | dq        | dq          |      |
| 1996                                 | Giochi olimpici | Atlanta    | Marcia 50 km   | dnf       | dnf         |      |